# Kia Lotos Race
Kia Lotos Race – polski puchar wyścigowy rozgrywany corocznie, od roku 2012. W sezonie 2014 wyścigi odbędą się na torach: Slovakiaring na Słowacji, Circuit Park Zandvoort w Holandii, Red Bull Ring w Austrii, Tor Poznań w Polsce, Autodrom Most w Czechach i Circuit Zolder w Belgii. Początkowo puchar nosił nazwę Kia Picanto Cup. Zawodnicy ścigają się samochodem Kia Picanto z silnikami benzynowymi o pojemności 1248 cm³ i mocy 85 KM.